# 1476
Năm 1476 là một năm trong lịch Julius.